# Джордж Гордон, 2-й граф Гантлі

Герб графів Гантлі.

Джордж Гордон — ІІ граф Гантлі (нар. до 1441 — помер 8 червня 1501) — шотландський аристократ, вождь клану Гордон, канцлер Шотландії в 1498—1501 роках. Батько: Олександр Гордон — І граф Гантлі, мати — Елізабет Кріхтон.

## Життєпис
Джордж Гордон був сином Олександра Гордона (Сетона) — І графа Гантлі та його другої дружини Елізабет Крайтон — дочки Вільяма Крайтона, першого лорда Крайтона.
Джордж Гордон вперше згадується в історичних джерелах в 1441 році, коли землі, які пізніше стали частиною графства були затверджені за ним і за його спадкоємцями. Джордж Гордон народився незадовго до цього — до 1441 року, але точна дата його народження невідома. Так само і невідомо про точну дату одруження його батька — його батьки одружились десь приблизно до 18 березня 1439 року чи 18 березня 1440 року.
Джордж Гордон був одружений з Елізабет Данбар, графинею Мореї. У документах, що датуються 20 травня 1455 він записується як лорд Гантлі. Потім про нього пишуть як про «сера Джорджа Сетона, лицаря» в королівському приписі від 7 березня 1456 чи 1457 року, а також в коронній грамоті 1459 року він вперше згадується як Джордж Гордон і вказується, що він взяв собі це прізвище. Джордж Гордон — лорд Гордон був володарем замків Кілдраммі, Кіндрохат, Інвернесс. Він успадкував володіння і титули свого батька — і став графом Гантлі 15 липня 1470 року.
Незабаром після того як він отримав титул графа Гантлі він був втягнутий у війну кланів і воював з кланом Росс і графом Росс. У цю війну втрутився король Шотландії Яків ІІІ, підтримавши графа Гантлі. Граф Росс був звинувачений у державній зраді, і після його відмови з'явитися на королівський суд був оголошений поза законом. Був здійснений похід проти графа Росс. Після того як був захоплений штурмом замок Дінгволл і землі Лохабер, граф Росс фактично здався і став просити прощення в короля.
У 1479 році Джордж Гордон отримав посаду королівського судді земель на північ від річки Форт. Його обов'язком було припинення війн між кланами Хайленду. У 1497 році Джордж Гордон отримав посаду Верховного канцлера Шотландії. Його дочка Кетрін вийшла заміж за Перкіна Ворбека, авантюриста, що мав покровительство короля Шотландії Якова IV.
Джордж Гордон помер у замку Стірлінг 8 червня 1501 року.

## Родина
20 травня 1455 року Джордж Гордон вперше одружився з Елізабет Данбар — дочкою Джона Данбара, IV графа Мореї, вдовою Арчібальда Дугласа — графа Мореї. Шлюб був анульований через десь у 1459—1460 роках. У цієї пари не було дітей.
Джордж Гордон одружився вдруге десь в 1459—1460 роках з Аннабеллою — молодшою дочкою короля Шотландії Якова. Після декількох років шлюбу граф Гордон порушив справу анульовання шлюбу на підставі, що леді Аннабелла була родичкою його першої дружини Елізабет. Шлюб був розірваний 24 липня 1471 року.
Джордж Гордон одружився втретє з Елізабет Гей — сестрою Ніколаса Гея, ІІ графа Еррола після 18 серпня 1471.
Джордж Гордон мав кількох дітей, але неясно, хто з них був народжений внаслідок його другого шлюбу, а хто з'явився на світ внаслідок його третього шлюбу:
- Олександр Гордон, ІІІ граф Гантлі (помер 21 січня 1523 чи 1524 року)
- Адам Гордон — одружився з Елізабет — дочкою і спадкоємицею Джона, VIII графа Сазерленда і став граф Сазерленд.
- Вільям Гордон — одружився з Джанет Огілві, він став предком гілки Гордон Гайт, його нащадком був поет лорд Байрон.
- Джеймс Гордон — згадується в документах 1498 року.
- Джанет Гордон — вперше одружилася з Олександром Ліндсей — майстром Кроуфурд. Друге одружилась з Патріком — майстром Грей (обидва шлюби анульовані). Втретя одружилася з Патріком Буттаром Гормарком. Вчертверте одружилася з Джеймсом Галкерстоном Саузвудом. Померла до лютого 1559 року.
- Ізабелла Гордон (пом. 1485 року) — дружина Вільяма Гея — ІІІ графа Еррол (пом. 1507 року).
- Елізабет Гордон — у 1481 році уклала шлюбний контракт з Вільямаом Кейтом — ІІІ графом Марішал.

Граф отримав скасування свого шлюбу 24 липня 1471 з Анабеллою на підставі того, що вона родичка його колишньої дружини Елізабет Данбар. Потім він одружився зі своєю коханкою Елізабет Гей 12 травня 1476 року. У них були діти:
- Леді Кетрін Гордон (померла в жовтні 1537 року), ймовірно, дочка Елізабет Хей, перший раз вийшла заміж за Перкіна Уорбека (пом. 1499 року), що  називав себе Річардом Шрусбері, І герцогом Йоркським — одним з молодих князів, які зникли в Лондонському Тауері. Як вдова одружилась з Джеймсом Странгевайзом Файфілдом (пом. 1515 року). Потім вийшла заміж за Метью Крадока Суонсі (пом. 1531 року). Потім одружилась з Крістофером Асшентоном Файфілдом. Вона була добре прийнята при дворі короля Англії Генріха VIII, що називав її «Біла троянда». У неї не було проблем з будь-яким з її чоловіків.
- Елеонора Гордон
- Агнес Гордон